# Церковь Святой Троицы (Серпухов)
Це́рковь Свято́й Тро́ицы (Тро́ицкая церковь) — недействующий православный храм в историческом центре города Серпухова Московской области.

## История
Храм сооружён в 1670 году. Южный придел во имя святого Василия Блаженного и трапезная построены в 1714 году. Вероятно, тогда же была построена колокольня. В середине XIX в. построена трапезная с двумя приделами, освященными в честь Василия Блаженного и Боголюбской иконы Божией Матери. Церковь закрыта в 1960 году (по другим данным, в 1961 году). В 1980-е годы проведена реставрация под руководством архитектора С. А. Гаврилова. Завершена реставрация в 1990-е годы под руководством архитектора Гаевой О. В. По состоянию на 2009 год здание храма на балансе Серпуховского историко-художественного музея.

## Архитектурные особенности
Троицкая церковь вместе с храмами Ильи пророка (1748 год) и Успенским (1744 год) составляет ансамбль посадских храмов, «удачно вписанных в городской пейзаж». Троицкий храм представляет собой четверик с пятью главами и шатровой колокольней. Имеет трапезную с приделом святого Василия Блаженного, а также придел во имя Боголюбской иконы Божией Матери.
Колокольня имеет крен.

## Духовенство
- Настоятель храма — протоиерей Владимир Андреев[5]